# Miss Internacional 1992
Miss Internacional 1992 fue la 32.ª edición de Miss Internacional, cuya final se llevó a cabo en la ciudad de Sasebo, Japón el 18 de octubre de 1992. Candidatas de 50 países y territorios compitieron por el título. Al final del evento Agnieszka Kotlarska, Miss Internacional 1991 de Polonia coronó a Kirsten Davidson, de Australia como su sucesora.

## Resultados
| Resultados finales      | Concursante |
| ----------------------- | --- |
| Miss Internacional 1992 | - Australia - Crystal Davison |
| 1° Finalista            | - Grecia - Georgia Drosou |
| 2° Finalista            | - Corea del Sur - Yum Jung-ah |
| Semifinalistas (Top 15) | - Alemania - Meike Schwarz - Argentina - Gisella Demarchi - Brasil - Cynthia Moreira - Colombia - Lina Marín - España - Samantha Torres - Finlandia - Tiina Salmesvirta - Honduras - Francis Funes - Islandia - Thorunn Larusdóttir - Noruega - Rita Omvik - Puerto Rico - Dayanara Torres - República Dominicana - Giselle del Carmen Abreu - Venezuela - María Eugenia Rodríguez |

### Premios Especiales
- Miss Simpatía:  Japón - Tomoko Nishiki
- Miss Fotogénica:  Hawái - Susan Shaw
- Traje Nacional:  Colombia - Lina Marin

## Relevancia histórica del Miss Internacional 1992
- Australia gana Miss Internacional por tercera vez.
- Grecia obtiene el puesto de Primera Finalista por primera vez.
- Corea obtiene el puesto de Segunda Finalista por primera vez.
- Australia, Brasil, Colombia, Corea y España repiten clasificación a semifinales.
- España clasifica por undécimo año consecutivo.
- Australia, Brasil, Colombia y Corea clasifican por segundo año consecutivo.
- Argentina, Finlandia, Noruega y Venezuela clasificaron por última vez en 1990.
- Alemania e Islandia clasificaron por última vez en 1989.
- Puerto Rico clasificó por última vez en 1987.
- Honduras clasificó por última vez en 1981.
- Grecia clasificó por última vez en 1974.
- República Dominicana clasifica por primera vez en la historia del concurso.
- Polonia rompe una racha de clasificaciones que mantenía desde 1989.
- De América entraron siete representantes a la ronda de cuartos de final, transformándose este en el continente con más semifinalistas; no obstante ningún país americano alcanzó el cuadro de finalistas.
- Ninguna nación de África pasó a la ronda semifinal.

## Candidatas
47 candidatas de todo el mundo participaron en este certamen:
| - Alemania - Meike Schwarz - Argentina - Gisela Manida Demarchi - Australia - Kirsten Marise Davison - Austria - Karin Friedl - Bélgica - Véronique Jacqueline De Roe - Bolivia - Ana Paola Roca Mercado - Brasil - Cynthia de Cunto Moreira - Canadá - Lara Corwen Thornton - Checoslovaquia - Stepanka Tycová - Colombia - Lina María Marin Díaz - Corea - Yum Jung-ah - Costa Rica - Marisol Lilian Soto Alarcón - Dinamarca - Stine Cecilie Hansen - El Salvador - María Elena Ferreiro - España - Samantha Torres Waldrón - Estados Unidos - Sandra Lee Allen - Filipinas - Joanne Timothea Barbiera Alivio - Finlandia - Tiina Johanna Salmesvirta - Francia - Bénédicte Marie Delmas - Gran Bretaña - Joanne Elizabeth Lewis - Grecia - Georgia Drosou - Guam - Lisa Marie Martin - Guatemala - Narcy Maricela Pérez Hernández - Hawái - Susan Elizabeth Shaw - Holanda - Linda Grandia | - Honduras - Francis Funes Padilla - Hong Kong - Shirley Cheung Suet-Ling - India - Komal Sandhu - Irlanda - Mary Catherine Moore - Islandia - Thorunn Larusdóttir - Israel - Sarit Afangar - Italia - Nicole Cinquetti - Japón - Tomoko Nishiki - Luxemburgo - Carole Reding - Malta - Carol Sophie Cutajar - Marianas del Norte - Christina Vincoy Borja - México - María de los Ángeles López - Noruega - Rita Helene Omvik - Nueva Zelanda - Robina Whittaker - Panamá - Lizbeth del Carmen Achurra - Polonia - Elzbieta Jadwiga Dziech - Puerto Rico - Dayanara Torres - República Dominicana - Giselle del Carmen Abreu - Senegal - Dia Nathalie Aissatou - Singapur - Li Li Goh - Suecia - Camilla Ingeborg Unsgaard - Suiza - Sandra Anita Steffen - Tailandia - Pornnapha Theptinnakorn - Turquía - Banu Nur Dipcin - Venezuela - María Eugenia Rodríguez Noguera |

### No concretaron su participación
- Portugal - Susana Alves da Silva

## Crossovers
| Miss Universo - 1992: Austria - Karin Friedl - 1992: Guatemala - Narcy Pérez - 1992: Luxemburgo - Carole Reding - 1993: Puerto Rico - Dayanara Torres (Ganadora). Miss Mundo - 1991: Gran Bretaña - Joanne Lewis - 1992: Costa Rica - Marisol Soto - 1992: España - Samantha Torres - 1993: Noruega - Rita Omvik | Miss Europa - 1992: Alemania - Meike Schwarz (Semifinalista). - 1992: Austria - Karin Friedl - 1992: Gran Bretaña - Joanne Lewis - 1992: Luxemburgo - Carole Reding - 1992: Noruega - Rita Omvik |